# Eleotrowate
Eleotrowate, śpioszkowate (Eleotridae) – rodzina ryb okoniokształtnych.
Występowanie : głównie tropikalne i subtropikalne wody słone, słonawe i słodkie.

## Klasyfikacja
Rodzaje zaliczane do tej rodziny są zgrupowane w podrodzinach Butinae, Eleotrinae:
Allomogurnda — Belobranchus — Bostrychus — Bunaka — Butis — Calumia — 
Dormitator — Eleotris — Erotelis — Fagasa — Giuris — Gobiomorphus — Gobiomorus — Grahamichthys — Guavina — Hemieleotris — Hypseleotris — Incara — Kimberleyeleotris — Kribia — Leptophilypnus — Microphilypnus — Mogurnda — Odonteleotris — Ophiocara — Oxyeleotris — Parviparma — Philypnodon — Pogoneleotris — Prionobutis — Ratsirakia — Tateurndina — Thalasseleotris — Typhleotris